# Harry Huskey

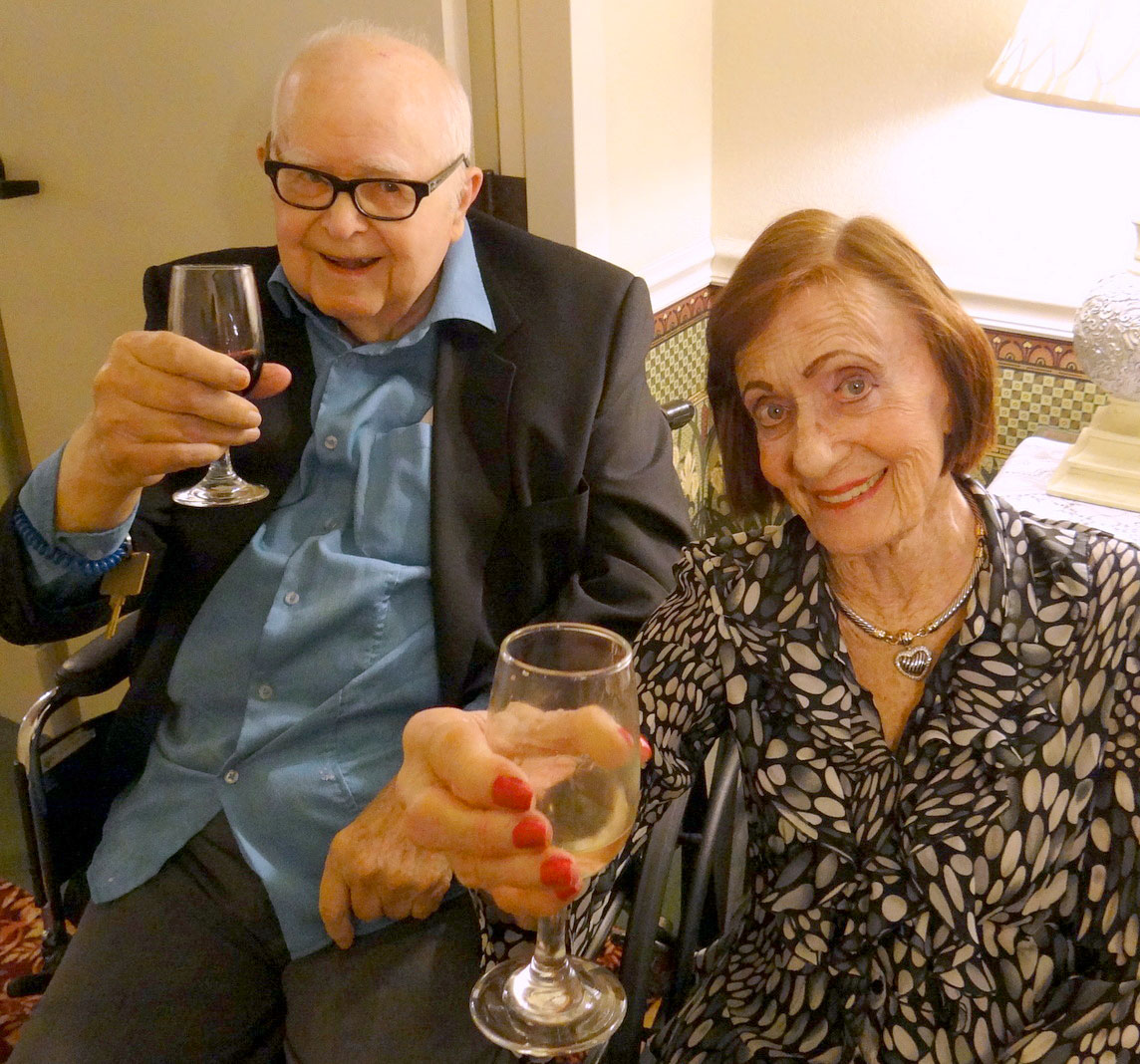
Huskey im Jahr 2011 mit seiner zweiten Frau Nancy

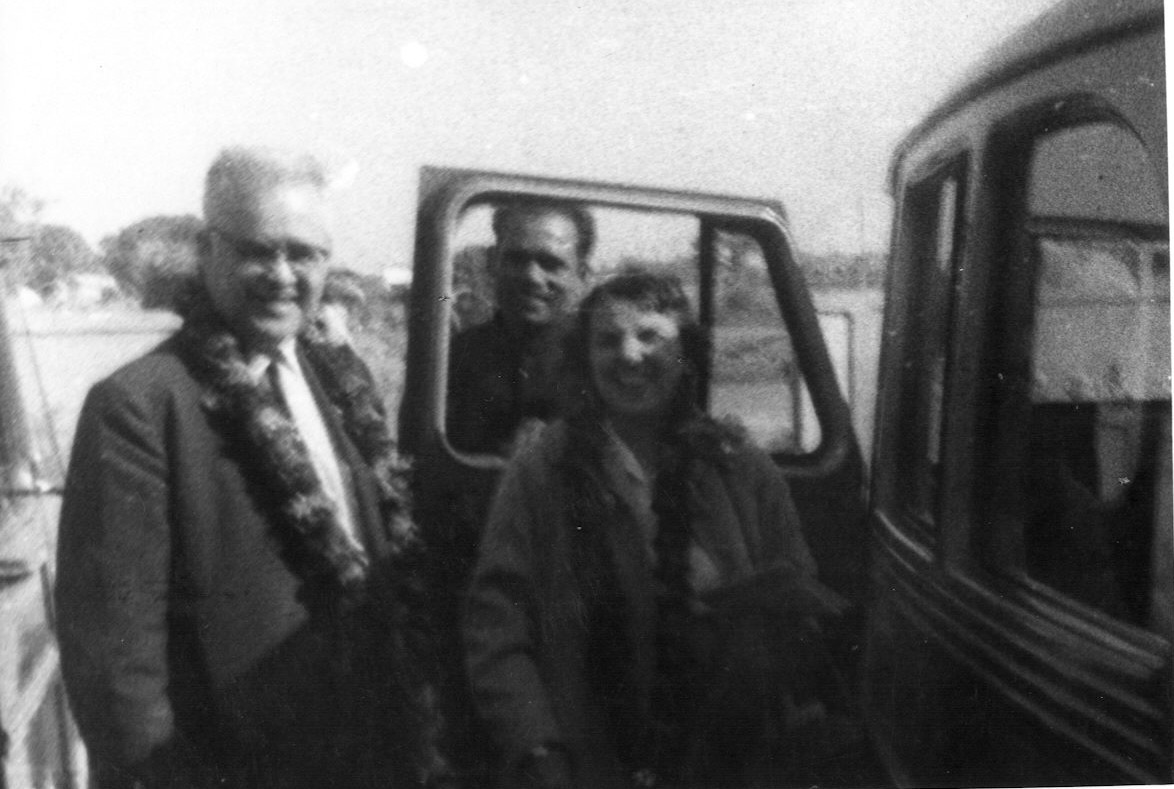
Huskey 1964 in Indien

Harry Douglas Huskey (* 19. Januar 1916 in Whittier in den Smoky Mountains, North Carolina; † 9. April 2017 in Santa Cruz, Kalifornien) war ein US-amerikanischer Mathematiker und Computer-Ingenieur.

## Biografie
Harry Huskey wuchs in Idaho auf. Er studierte Mathematik an der Ohio State University, wo er 1943 bei Tibor Radó promoviert wurde. Er lehrte Mathematik an der University of Pennsylvania und arbeitete 1945 mit dem frühen ENIAC-Computer, dem EDVAC und bei einem Besuch in England mit dem Pilot ACE von Alan Turing.
Mit diesen Erfahrungen entwickelte er 1949 bis 1953 am National Bureau of Standards in Los Angeles den Computer SWAC (englisch Standards Western Automatic Computer), einen frühen Röhrencomputer. Nach der Fertigstellung 1950 war der SWAC ein Jahr lang der schnellste Rechner der Welt und war mit Modifikationen bis 1967 an der University of California, Los Angeles (UCLA) in Betrieb.
1954 wurde Huskey Professor an der University of California, Berkeley. Dort entwickelte er den G15-Computer, der von der Bendix Aviation Corporation produziert und vertrieben wurde und der manchmal als erster Personalcomputer betrachtet wird – Huskey selbst hatte ein Exemplar bei sich zu Hause. 1966 wechselte er an die University of California, Santa Cruz. 1986 emeritierte er.
Er war 1963 bis 1964 am Aufbau der Informatik-Abteilung am Indian Institute of Technology in Kanpur beteiligt und lehrte in New Delhi. Zu seinen Doktoranden in Berkeley zählten Butler Lampson und Niklaus Wirth.
1982 erhielt er den Computer Pioneer Award. Ab 1994 war er Fellow der Association for Computing Machinery. 2013 wurde er Fellow des Computer History Museum.
Er war zuerst mit Velma Roeth verheiratet (sie starb 1991), mit der er vier Kinder hatte. Mit ihr verfasste er auch Aufsätze über Computergeschichte. Ab 1994 war er mit Nancy Grindstaff verheiratet, welche 2016 starb. Er lebte zuletzt in Santa Cruz in Kalifornien.